# Doctor of Veterinary Medicine
Doctor of Veterinary Medicine (afkorting: D.V.M., DVM of VMD) is de academische titel of graad die gevoerd wordt door dierenartsen in de Verenigde Staten en Canada. De graad DVM is in deze landen echter niet een research-doctoraat (leidende tot, meestal, PhD) maar een 'first-degree' of 'first-professional' doctoraat.
In andere Angelsaksische landen verkrijgen dierenartsen na afronding van hun opleiding hiervoor geen doctoraat maar een Master’s degree (zoals in Nederland, vergelijkbaar met de doctorandustitel).
De titel vindt de laatste jaren steeds meer ingang bij dierenartsen in Nederland en Vlaanderen, vooral bij diegenen die een baan hebben in het medisch onderzoek en/of werken bij universitair medische centra. Veelal werken zij samen met dierenartsen in het buitenland en het gebruik van deze (Amerikaanse) titel leidt internationaal tot meer herkenbaarheid. In Vlaanderen wordt deze titel zelfs al aangeboden bij sommige universiteiten na afronding van speciale 'Engelstalige' opleidingen tot dierenarts. In Nederland wordt de afkorting DVM gebruikt in de Engelstalige tekst van het diploma, gezien de erkenning en acceptatie van het dierenartsdiploma van de Universiteit Utrecht in de Verenigde Staten. Het gebruik ervan is in Nederland echter (nog) niet wettelijk erkend. In Nederland is de titel doctor namelijk gereserveerd voor diegenen die een wetenschappelijke promotie hebben afgerond.